# Czesław Słania
Czesław Słania (født 22. oktober 1921, død 17. marts 2005) var en polskfødt, svensk seddel- og frimærkegravør, som blev verdens hidtil mest produktive og en af de mest anerkendte på sit felt med 1.072 graverede frimærker til 32 forskellige lande, heraf var de 241 danske frimærker.
I Danmark, Sverige og Monaco blev Czesław Słania udnævnt til kongelig hofgravør, ligesom han blev slået til Ridder af Dannebrog, og modtog den monegaskiske orden Ordre de Saint Charles. Czesław Słania blev i 1999 udnævnt til æresborger i sin fødeby Czeladź, og i 2002 blev han tildelt den engelske udmærkelse Royal Mail Lifetime Achievement Award, for sin livslange indsats som frimærkegravør.

## Biografi
Czesław Słania blev født i den lille mineby Czeladź nær Katowice i Polen. Familien bestod af faderen Ignacy, moderen Józefa og søsteren Leokadia. Da Czesław Słania var seks år gammel, flyttede familien til Lublin, hvor han senere begyndte på gymnasiet. Allerede tidligt viste Czesław Słania talent for at lave detaljerede tegninger i små formater. Han lavede især portrætter af sin familie og sine klassekammerater og tegninger af dyr, men kopierede også pengesedler og frimærker. Denne evne fik han brug for, efter at tyske tropper den 1. september 1939 invaderede og besatte Polen. Czesław Słania arbejdede under anden verdenskrig for den polske modstandsbevægelse, hvor han med stor nøjagtighed forfalskede legitimationspapirer.
Efter krigsslutningen i 1945 begyndte Czesław Słania at studere ved den grafiske linje på Kunstakademiet , Akademii Sztuk Pięknych, i Kraków. Under et praktikophold i 1947 ved det polske statstrykkeri blev han introduceret til ståltryk og graveringsteknik. På kunstakademiet specialiserede han sig efterfølgende i graveringsteknik, ætsning og kobberstik. Hans afgangsprojekt var en gravering, der forestillede Slaget ved Tannenberg af den polske maler Jan Matejko (1838-1893). Det tog Czesław Słania to år at afslutte graveringen. Allerede inden han blev færdiguddannet, arbejdede Czesław Słania for det polske postvæsen, og i 1950 blev Czesław Słania fastansat som gravør ved det polske statstrykkei. Den 1. august samme år udkom et frimærke, hvor han havde deltaget som medgravør. Det forestiller en arbejder og en due, og blev udgivet i forbindelse med en fredskongres i Warszawa. Året efter, 1951, graverede han sit første selvstændige frimærke for det polske postvæsen. I alt graverede Czesław Słania 23 frimærker for det polske postvæsen.
Da Czesław Słania i august 1956 på et krydstogt ankom til Stockholm i Sverige, søgte han politisk asyl og bosatte sig i Stockholm . Der var ikke umiddelbart brug for gravører, så de første år i Sverige udførte Czesław Słania kun enkelte opgaver for Svenska Posten, og havde samtidigt ansættelse som opvasker ved restauranten på Centralstationens Postkontor i Stockholm. I 1959 vikarierede han for den sygdomsramte chefgravør ved Svenska Posten, Sven Ewert. Czesław Słania løste opgaven, og blev ansat ved det svenske frimærketrykkeri. Czesław Słanias første svenske frimærke var et portræt af Gustaf Fröding efter en tegning af Stig Åsberg . Gennem årene graverede han 452 svenske frimærker
Czesław Słania blev i 1962 ’’udlånt’’ til Danmark, der var i bekneb for frimærkegravører, og påbegyndte en stor produktion af danske frimærker. Allerede den 10. maj 1962 udkom det første danske Czesław Słania-frimærke. Det var et særfrimærke, der viser Børkop Vandmølle . Czesław Słania graverede blandt meget andet også dagligserierne med Dronning Margrethe 2. i 1974 og 1990. Det sidste af Czesław Słanias i alt 241 danske frimærker udkom i 1994. Fra 1963-2001 graverede Czesław Słania 80 frimærker til Grønland, og mellem 1975 og 2003 graverede han 100 frimærker til Færøerne.
Czesław Słania var ikke uden humor, hvilket kan ses i flere af de frimærker, han graverede. Her finder man både selvportrætter og mere eller mindre skjulte hilsener til venner og familie, f.eks.:
- Et polsk frimærke fra 1952 viser en mekaniker, der er ved at skifte hjul på en bil. Czesław Słania har afbildet sig selv som mekaniker.[4]

- På et dansk frimærke fra 1965, der blev udgivet i anledning af Århus Handelsskoles 100-årsjubilæum i 1965, ser man bl.a. en opslået regnskabsbog. I bogens kolonner finder man navnene A.E. Rasmussen og R. Sundgaard. Ricardo Sundgaard (1918-1989) var generaldirektør ved trykkeriet og A.E. Rasmussen en af medarbejderne. De var begge personlige venner af Czesław Słania, og dette var hans hilsen til dem [5]

- Da det svenske Nationalmuseum i 1966 fejrede sit 100-års jubilæum, udgav man et frimærke, der gengiver museets åbning i 1866. Skjult i folderne på en kjole står bogstaverne LODZIA – en forkortelse for Leokadia, Czesław Słania søster [6]

- I 1973 graverede Czesław Słania et frimærke, der viser starten af det svenske Vasaloppet, med et mylder af skiløbere. Som den forreste løber i feltet, nederst i mærkets venstre hjørne, har Czesław Słania placeret sig selv [7]

Czesław Słania døde den 17. marts 2005. Han blev begravet den 24. marts i Kraków.

## Frimærkerne
Motiverne i Czesław Słanias graveringer spænder fra kongelige portrætter og nobelpristagere over flora og fauna til kulturhistorie og filmstjerner. Han har sagt om sin alsidighed:
”Det er en fornøjelse at motiverne er så varierende. Det gør det meget spændende at arbejde som gravør. Jeg kan bedst lide at arbejde når der er mange forskellige detaljer i et motiv, så som heste, skyer, bar hud, en lille broche (...) det gør arbejdet dejligt kompliceret, præcis som på mit 1000. frimærke.” 
Også privat lavede han flere serier af graveringer, og er som en af de få frimærkegravører blevet anerkendt som kunstner. Han har lavet serier med bl.a. berømte filmskuespillerinder og samtlige verdensmestre i sværvægtsboksning fra 1889 til 1964. En privat gravering af Pave Johannes Paul 2. blev på pavens opfordring udgivet i 2002 til fordel for trængende polske børn.
I 2000 markerede det svenske postvæsen, Postverket, udgivelsen af Czesław Słanias frimærke nummer 1000 ved at udsende det som et 50-kroners mærke med et motiv, der var taget fra midterpartiet af David Klöcker Ehrenstrahls maleri fra 1695, ”Svenska konungars berömlige bedrifter”, som hænger i Drottningholm Slot på Lovön i Mälaren . Frimærket, der måler 60 x 81 mm, er det hidtil største frimærke, der er udført med graveringsteknik.
Czesław Słania nåede i sin lange karriere at gravere frimærker til en lang række lande: Åland, Australien, Belgien, Danmark, Estland, Færøerne, Frankrig, Gibraltar, Grønland, Storbritannien, Hong Kong, Irland, Island, Jamaica, Kasakhstan, Kina, Letland, Litauen, Marshalløerne, Monaco, New Zealand, Polen, Portugal, San Marino, Schweiz, Singapore, Spanien, Sverige, Thailand, Tunesien, Tyskland og USA samt til Den Hellige Stol og FN.
Foruden frimærker graverede Czesław Słania også en række pengesedler til: Argentina, Belgien, Brasilien, Canada, Dominikanske Republik, Israel, Kasakhstan, Litauen, Portugal og Venezuela.
Czesław Słania sidste frimærke blev Generalforsamlingen, som i 2005 blev udsendt af FN i anledning organisationens 60-årsjubilæum.

## Galleri
For det færøske postvæsen graverede Czesław Słania en række frimærker efter fotografier af den danske fotograf Ole Wich. Her ses fire eksempler på disse mærker:

- Álvastakkur - (Elverklippe)
- Fagradalsvatn - (Smuk dalsø)
- Ruin af domkirken i Kirkjubøur
- Kirken i Tórshavn centrum

## Udmærkelser
Czesław Słania er blevet tildelt flere udmærkelser for sine graveringer. Foruden Royal Mail Lifetime Achievement Award har Czesław Słania bl.a. modtaget:
- The Phillips Gold Award – for hans indsats for frimærkedesign
- The Rowland Hill Outstanding Achievement Award – for hans livslange gerning
- Det svenske Immigrant Institutets kulturpris 1991